# Casimiro Castro

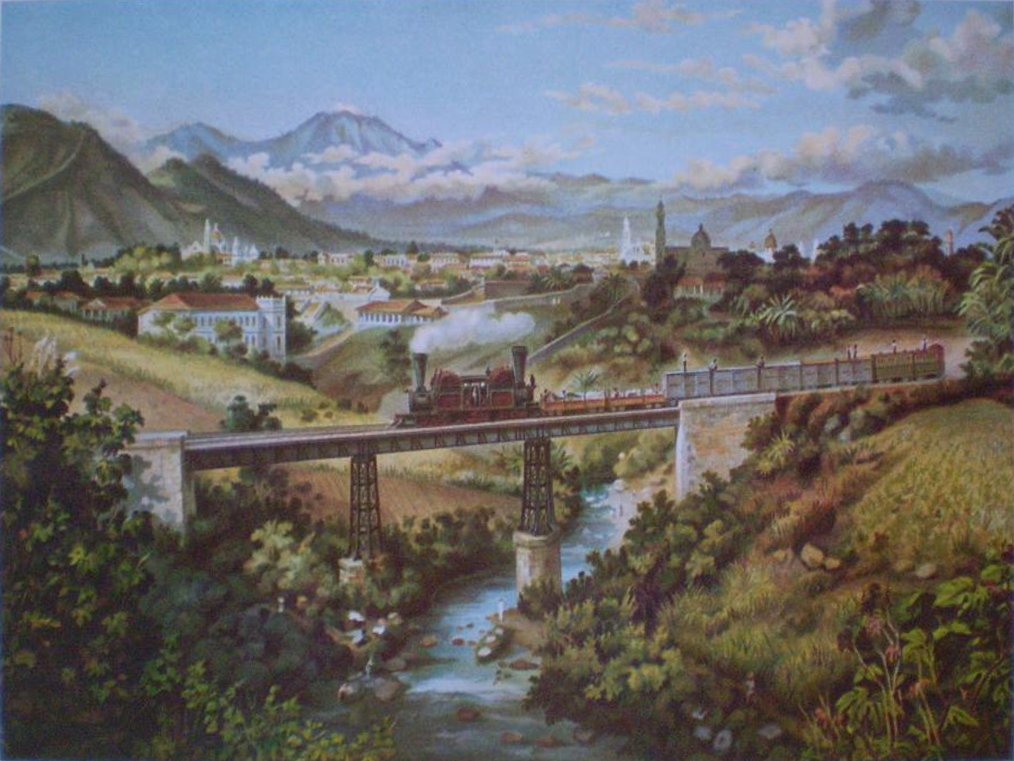
Orizaba desde el Puente de Paso del Toro; una de las 31 pinturas de Casimiro Castro publicada en la obra Álbum del Ferrocarril Mexicano.

Casimiro Castro (Tepetlaoxtoc, 1826 - Ciudad de México, 1889) fue un dibujante, litógrafo y pintor mexicano. Es considerado cronista gráfico y paisajista de gran fama en el México del siglo XIX.
Casimiro nació en un México recién independizado. Vivió una época de inestabilidad política y social marcada por guerras, invasiones extranjeras y diversos conflictos. Murió en el tercer período de gobierno de Porfirio Díaz. Todo lo anterior permitió que su obra sea un importante testimonio gráfico de esta significativa etapa de México.

## Formación y primeras obras
Casimiro tomó lecciones con el artista italiano Pietro Gualdi. Casimiro recibió además gran influencia de Claudio Linati de Prevost, el cual introdujo la litografía en México, expresión artística que trajo consigo libertad creativa y una técnica que terminaba con las convenciones académicas.

## Obra
La obra de Casimiro se ocupó de casi todos los aspectos de la Ciudad de México como son las fachadas lujosas, los barrios humildes, monumentos, paseos, lagos y canales, las diversas construcciones y su arquitectura en especial la del Siglo XVIII así como diversos oficios como el arriero, el aguador, el vendedor de frutas o el cargador. Su obra da cuenta de los diversos cambios en México como la austeridad republicana y el cambio en la ropa debido a la Revolución industrial.

### México y sus alrededores
Entre 1855-56 se publicó la obra "México y sus alrededores" siendo el principal autor Casimiro Castro, participan además los artistas Julián Campillo, Luis Auda y G. Rodríguez. Esta obra incluía 42 estampas relativas a la Ciudad de México y su entorno de las cuales 31 eran obra de Casimiro Castro: se incluían vistas aéreas captadas desde globos aerostáticos o desde azoteas. "México y sus alrededores" es considerada una joya de la litografía mexicana del Siglo XIX debido a la calidad de sus dibujos y sus litografías.

### "Álbum del Ferrocarril Mexicano"
En el año 1872 Casimiro Castro elabora, junto con otros artistas, la obra titulada "Álbum del Ferrocarril Mexicano" que contenía 24 láminas, el ingeniero Antonio García Cubas es quien se encarga de los textos. Esta obra tuvo su inicio 40 años atrás y fue pensada como conmemoración de la inauguración del primer ferrocarril mexicano que corría del Puerto de Veracruz a la Ciudad de México. Esta obra consistió en diversas vistas pintadas al natural a lo largo del trayecto del ferrocarril así como los paisajes del rededor. Fue publicada por Víctor Debray (1877). Las ilustraciones se elaboraron mediante cromolitografía.

## Exposiciones
Fomento Cultural Banamex organizó a inicios del año 2009 en el Palacio de Iturbide de la Ciudad de México una exposición dedicada a Casimiro Castro en reconocimiento a su obra. Se presentaron una selección de litografías, una colección de 204 obras (entre acuarelas y dibujos) así como objetos personales y contemporáneos del artista.